# Verner Westberg
Seth Verner Westberg, född 16 augusti 1899 i Umeå landsförsamling, död 3 maj 1993 i Stocksund, Danderyds församling, var en svensk läkare.
Verner Westberg var son till gårdsägaren Nils Petter Westberg och Maria Nilsson. Efter studier vid Fjellstedtska skolan blev han student vid Uppsala universitet 1924, medicine kandidat 1929 och medicine licentiat där 1934. 1946 blev han medicine doktor vid Karolinska Institutet. Efter utbildningsförordnanden, bland annat vid Akademiska sjukhuset i Uppsala, Barnmorskeanstalten i Göteborg och Karolinska sjukhuset 1942–1947, blev han extra överläkare vid Sabbatsbergs sjukhus gynekologiska avdelning och chef för Stockholms stads rådgivningsbyrå i sexualfrågor 1947, lasarettsläkare vid obstetrisk-gynekologiska avdelningen vid lasarettet i Sundsvall 1948 och överläkare vid obstetrisk-gynekologiska avdelningen vid Sankt Eriks sjukhus i Stockholm 1951. Westbergs insats var främst knuten till Stockholms sexualrådgivningsbyrå, vars första chef han blev vid dess inrättande och som under hans ledning blev en förebild för andra liknade inrättningar runt om i Sverige.